# Menconico
Menconico là một đô thị ở tỉnh Pavia trong vùng Lombardia của Ý, có cự ly khoảng 70 km về phía nam của Milan và khoảng 45 km về phía nam của Pavia. Tại thời điểm ngày 31 tháng 12 năm 2004, đô thị này có dân số 465 người và diện tích là 28,2 km².
Menconico giáp các đô thị sau: Bobbio, Romagnese, Santa Margherita di Staffora, Varzi, Zavattarello.